# Futbol'nyj Klub Rubin Kazan' 2020-2021
Questa voce raccoglie le informazioni riguardanti il Futbol'nyj Klub Rubin Kazan' nelle competizioni ufficiali della stagione 2020-2021.

## Stagione
Nella stagione 2020-2021 il FK Rubin Kazan' ha disputato la Prem'er-Liga, massima serie del campionato russo di calcio, terminando il torneo al quarto posto, conquistando così l'accesso alla UEFA Europa Conference League 2021-2022.

## Maglie
| Manica sinistra · Manica sinistra · Maglietta · Maglietta · Manica destra · Manica destra · Pantaloncini · Pantaloncini · Calzettoni | Manica sinistra · Manica sinistra · Maglietta · Maglietta · Manica destra · Manica destra · Pantaloncini · Calzettoni |

## Rosa
| N. |                          | Ruolo | Calciatore                |
| -- | ------------------------ | ----- | ------------------------- |
| 1  | Russia (bandiera)        | P     | Nikita Medvedev           |
| 2  | Svezia (bandiera)        | D     | Carl Starfelt             |
| 3  | Russia (bandiera)        | D     | Michail Merkulov          |
| 4  | Croazia (bandiera)       | D     | Silvije Begić             |
| 5  | Croazia (bandiera)       | D     | Filip Uremović (capitano) |
| 6  | Corea del Sud (bandiera) | C     | Hwang In-beom             |
| 8  | Svizzera (bandiera)      | C     | Darko Jevtić              |
| 9  | Serbia (bandiera)        | A     | Đorđe Despotović          |
| 10 | Russia (bandiera)        | C     | Igor' Konovalov           |
| 12 | Russia (bandiera)        | C     | Aleksandr Zuev            |
| 13 | Russia (bandiera)        | A     | Kirill Klimov             |
| 15 | Russia (bandiera)        | C     | Dmitrij Tarasov           |
| 19 | Russia (bandiera)        | A     | Ivan Ignat'ev             |

| N. |                      | Ruolo | Calciatore             |
| -- | -------------------- | ----- | ---------------------- |
| 20 | Russia (bandiera)    | C     | Oleg Šatov             |
| 21 | Georgia (bandiera)   | C     | Khvicha K'varatskhelia |
| 22 | Russia (bandiera)    | P     | Jurij Djupin           |
| 23 | Russia (bandiera)    | P     | Ivan Konovalov         |
| 25 | Russia (bandiera)    | C     | Denis Makarov          |
| 28 | Danimarca (bandiera) | C     | Oliver Abildgaard      |
| 31 | Russia (bandiera)    | D     | Georgij Zotov          |
| 47 | Russia (bandiera)    | A     | Kirill Kosarev         |
| 77 | Russia (bandiera)    | D     | Il'ja Samošnikov       |
| 82 | Russia (bandiera)    | D     | Viktor Aleksandrov     |
| 84 | Russia (bandiera)    | C     | Stepan Surikov         |
| 87 | Russia (bandiera)    | A     | Soltmurad Bakaev       |

## Risultati

### Prem'er-Liga
| Kazan' 11 agosto 2020 1ª giornata | Rubin | 0 – 2 referto | Lokomotiv Mosca | Kazan Arena |

| Kazan' 15 agosto 2020 2ª giornata | Rubin | 1 – 1 referto | Ural | Kazan Arena |

| Soči 18 agosto 2020 3ª giornata | Soči | 3 – 2 referto | Rubin | Stadio olimpico Fišt |

| Mosca 22 agosto 2020 4ª giornata | CSKA Mosca | 1 – 2 referto | Rubin | VĖB Arena |

| Kazan' 26 agosto 2020 5ª giornata | Rubin | 3 – 0 referto | Ufa | Kazan Arena |

| Kazan' 30 agosto 2020 6ª giornata | Rubin | 2 – 2 referto | Tambov | Kazan Arena |

| Mosca 13 settembre 2020 7ª giornata | Dinamo Mosca | 0 – 1 referto | Rubin | Stadio Dinamo |

| Kazan' 20 settembre 2020 8ª giornata | Rubin | 0 – 2 referto | Spartak Mosca | Kazan Arena |

| Volgograd 27 settembre 2020 9ª giornata | Rotor | 1 – 3 referto | Rubin | Volgograd Arena |

| Kazan' 4 ottobre 2020 10ª giornata | Rubin | 1 – 1 referto | Achmat Groznyj | Kazan Arena |

| Krasnodar 17 ottobre 2020 11ª giornata | Krasnodar | 3 – 1 referto | Rubin | Stadio FK Krasnodar |

| San Pietroburgo 24 ottobre 2020 12ª giornata | Zenit San Pietroburgo | 1 – 2 referto | Rubin | Stadio San Pietroburgo |

| Kazan' 31 ottobre 2020 13ª giornata | Rubin | 3 – 1 referto | Arsenal Tula | Kazan Arena |

| Chimki 8 novembre 2020 14ª giornata | Chimki | 2 – 0 referto | Rubin | Arena Chimki |

| Kazan' 22 novembre 2020 15ª giornata | Rubin | 0 – 2 referto | Rostov | Kazan Arena |

| Kazan' 29 novembre 2020 16ª giornata | Rubin | 1 – 0 referto | CSKA Mosca | Kazan Arena |

| Mosca 5 dicembre 2020 17ª giornata | Lokomotiv Mosca | 3 – 1 referto | Rubin | RŽD Arena |

| Saransk 13 dicembre 2020 18ª giornata | Tambov | 0 – 1 referto | Rubin | Mordovia Arena |

| Groznyj 17 dicembre 2020 19ª giornata | Achmat Groznyj | 0 – 0 referto | Rubin | Stadion imeni Achmat-Chadži Kadyrova |

| Mosca 28 febbraio 2021 20ª giornata | Spartak Mosca | 0 – 2 referto | Rubin | Otkrytie Arena |

| Kazan' 8 marzo 2021 21ª giornata | Rubin | 2 – 1 referto | Zenit San Pietroburgo | Kazan Arena |

| Ufa 14 marzo 2021 22ª giornata | Ufa | 0 – 3 referto | Rubin | Stadio Neftjanik |

| Kazan' 19 marzo 2021 23ª giornata | Rubin | 1 – 3 referto | Chimki | Stadio Centrale |

| Kazan' 3 aprile 2021 24ª giornata | Rubin | 1 – 0 referto | Soči | Stadio Centrale |

| Rostov sul Don 10 aprile 2021 25ª giornata | Rostov | 0 – 1 referto | Rubin | Rostov Arena |

| Ekaterinburg 18 aprile 2021 26ª giornata | Ural | 0 – 1 referto | Rubin | Stadio Centrale |

| Kazan' 25 aprile 2021 27ª giornata | Rubin | 0 – 1 referto | Krasnodar | Kazan Arena |

| Kazan' 1º maggio 2021 28ª giornata | Rubin | 2 – 0 referto | Dinamo Mosca | Kazan Arena |

| Tula 8 maggio 2021 29ª giornata | Arsenal Tula | 2 – 4 referto | Rubin | Stadio Arsenal |

| Kazan' 16 maggio 2021 30ª giornata | Rubin | 1 – 1 referto | Rotor | Kazan Arena |